# Pelyhes keserűgomba
A pelyhes keserűgomba (Lactifluus vellereus) a galambgombafélék családjába tartozó, Európában elterjedt, lomberdőkben élő, nem ehető gombafaj. 

## Megjelenése
A pelyhes keserűgomba kalapja 10-25 (30) cm széles, alakja eleinte domború, majd laposan kiterül és bemélyed, végül tölcséressé válik. Széle sokáig aláhajló marad. Színe fehéres vagy krémszínű, idősen okkersárgán foltos. Felülete bársonyos-nemezes, öregen lecsupaszodhat.
Húsa kemény, pattanva törő; színe fehér. Sérülésre fehér tejnedvet ereszt, amelynek nem változik a színe. Szaga nincs, íze égetően csípős. 
Ritkásan álló, vastag lemezei kissé lefutók, gyakran villásan elágazók. Színük fehéres, idővel okkersárgásak lesznek.
Tönkje 2-8 cm magas és 1-5 cm vastag. Alakja hengeres, vaskos. Színe fehéres, gyakran okkerfoltos. Felülete bársonyos-nemezes.
Spórapora fehér. Spórája gömbölyű vagy közel gömb alakú; felszínén kis, ritkásan álló, hálózatosan összekötött tüskékkel; mérete 9-12 x 7,5-9,5 µm.

### Hasonló fajok
A rózsáslemezű tejelőgombával, a fehértejű keserűgombával vagy a földtoló galambgombával lehet összetéveszteni. 

## Elterjedése és termőhelye
Európában honos. Magyarországon gyakori.
Savanyú talajú lomberdőkben él. Jól tűri a szárazságot. Júliustól októberig terem.  

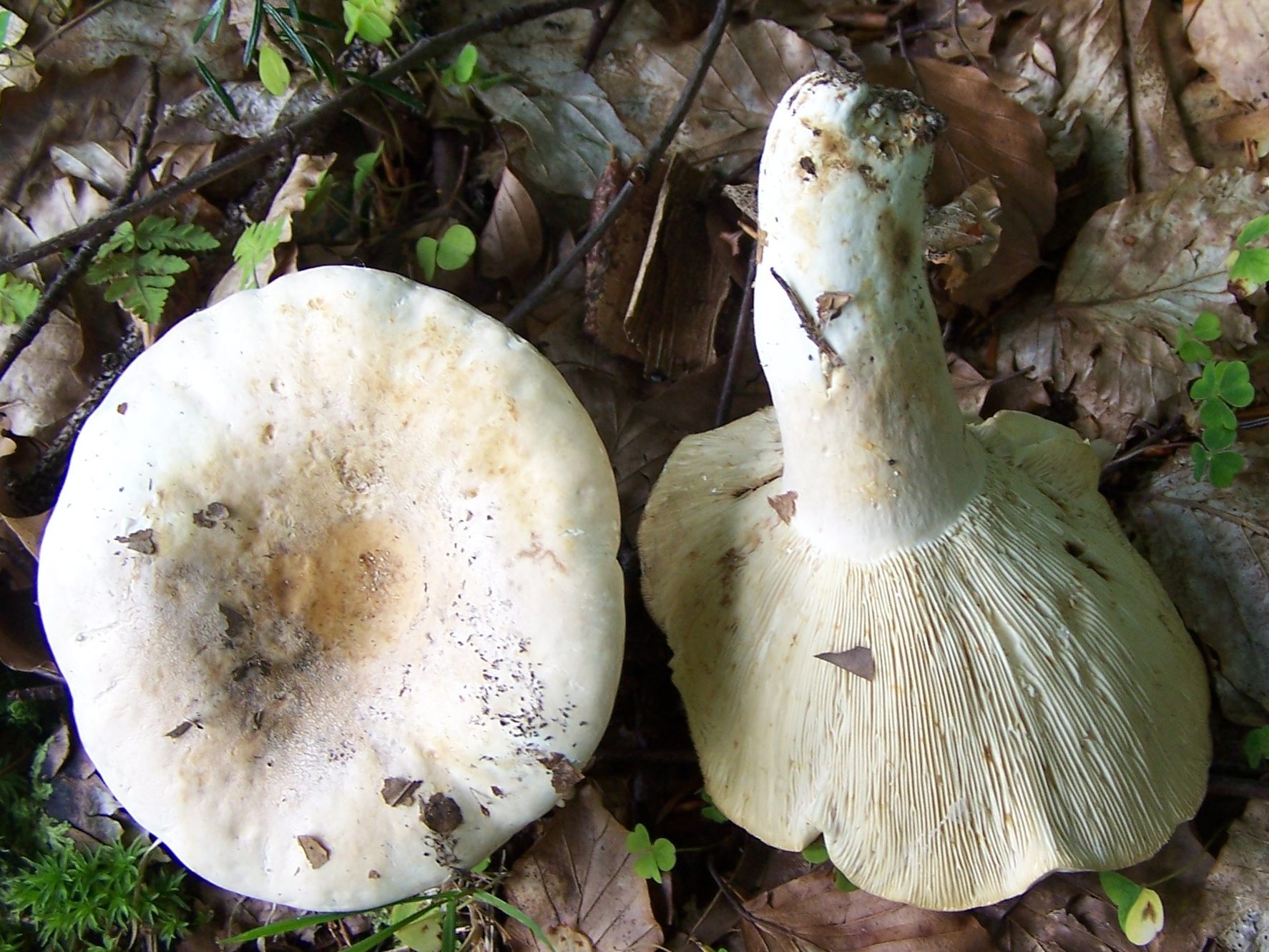
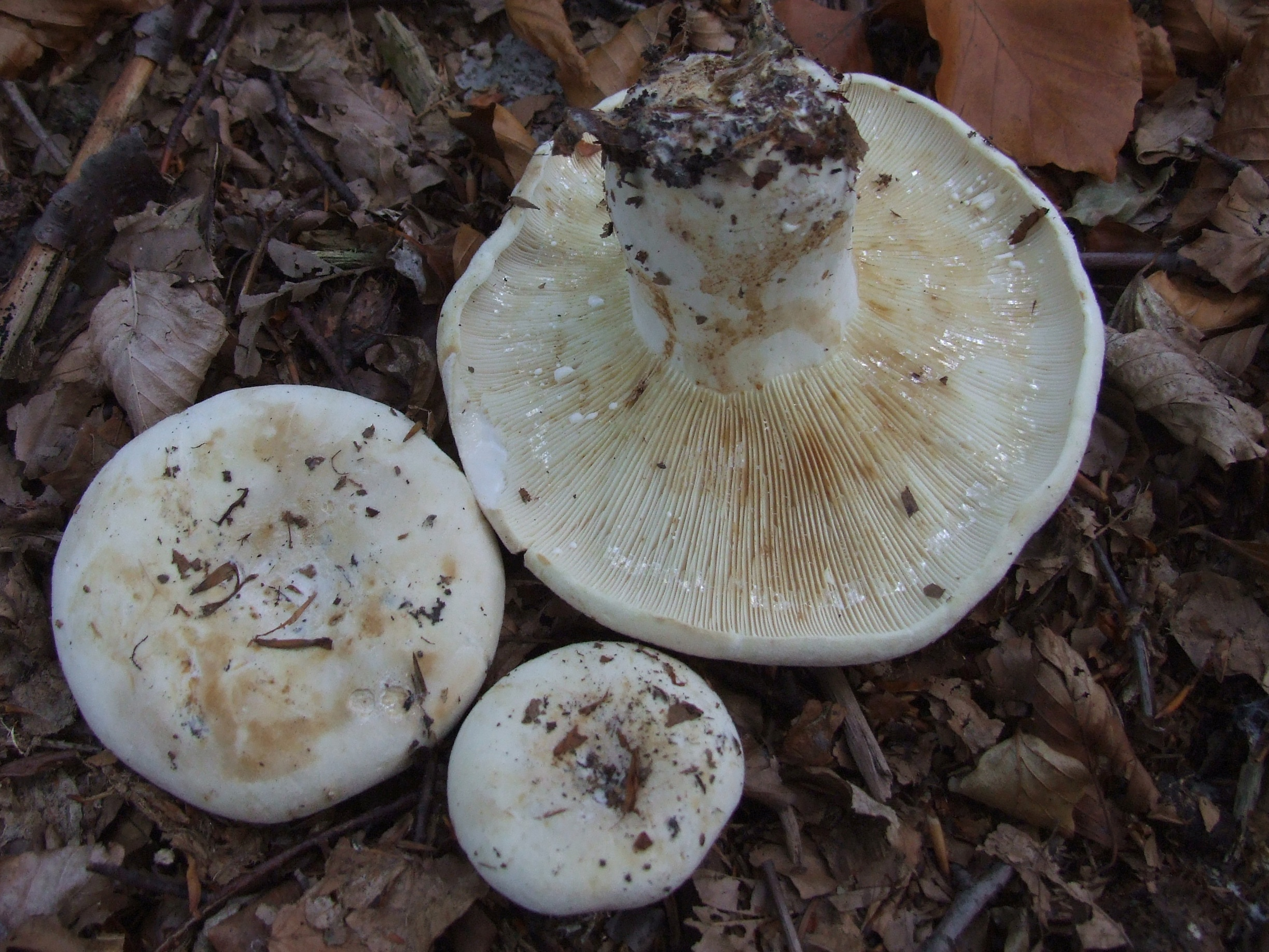
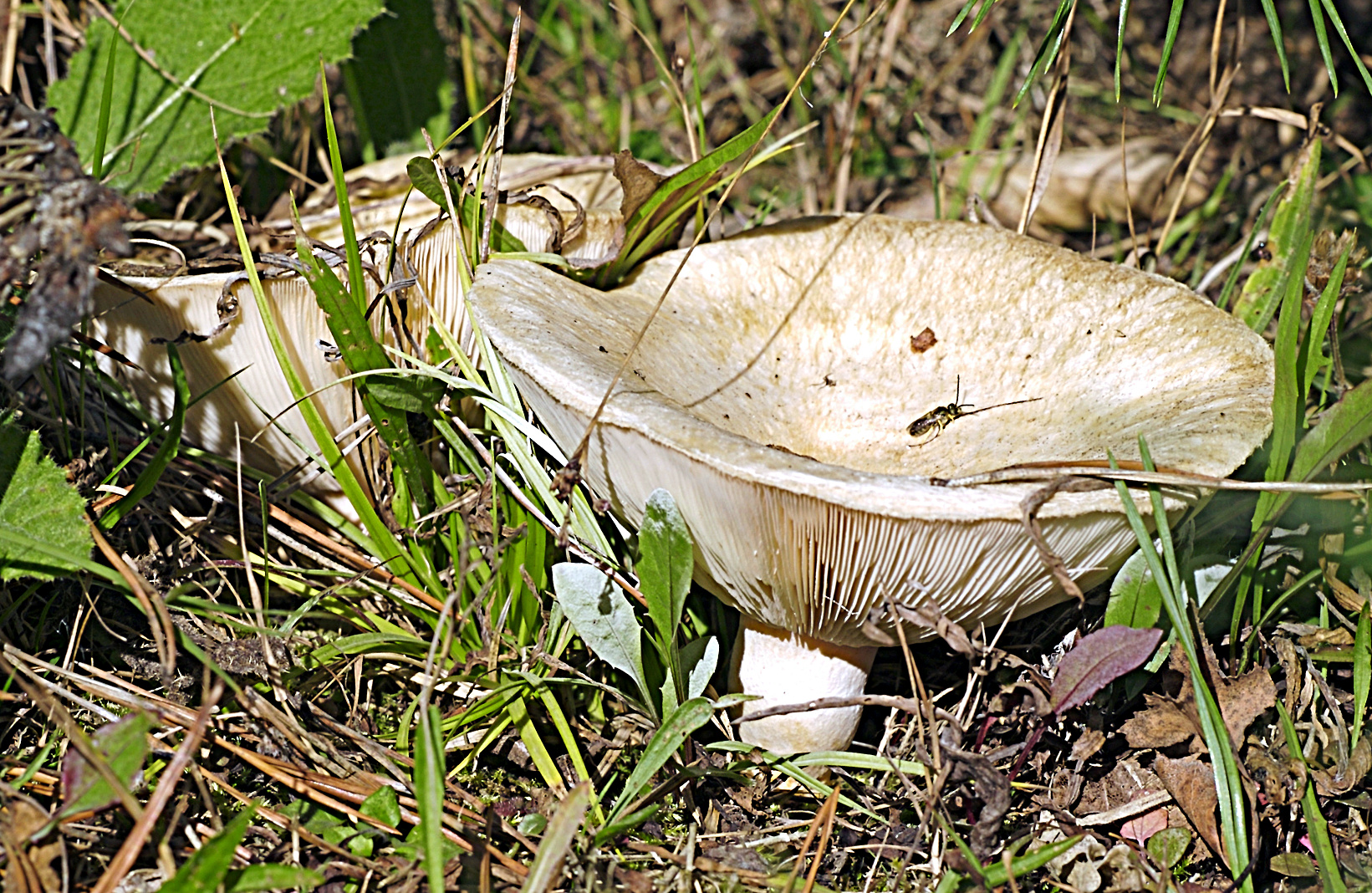
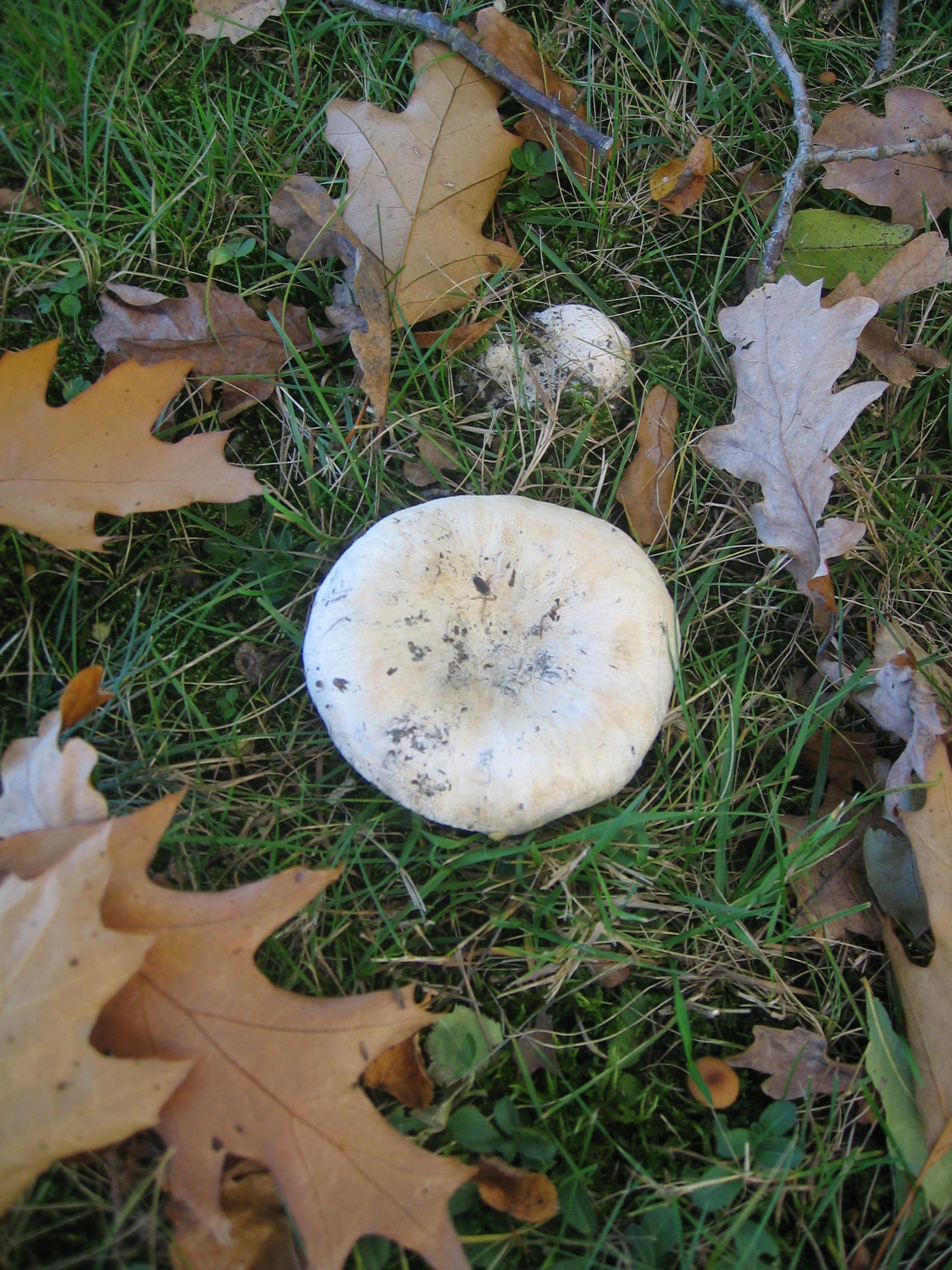
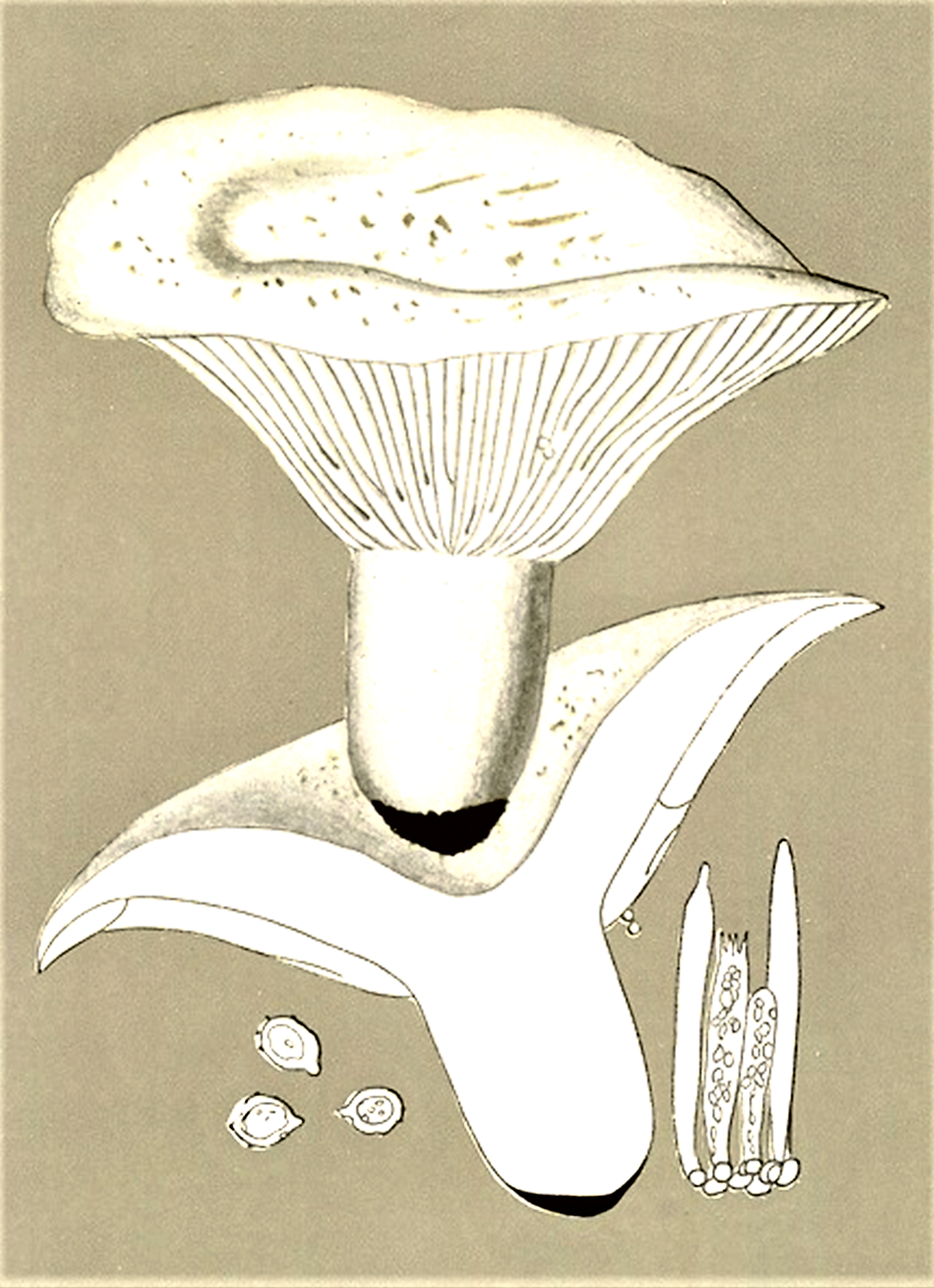

Nem ehető. 